# نوربرت رایتهوفر
نوربرت رایتهوفر، (به آلمانی: Norbert Reithofer) (زاده ۲۹ مه ۱۹۵۶) کارآفرین، بازرگان و مدیر ارشد اجرایی آلمانی است، که اکنون به‌عنوان مدیر عامل اجرایی شرکت ب‌ام‌و فعالیت می‌کند.